# Aztecula sallaei
Aztecula sallaei är en fiskart som först beskrevs av Günther, 1868.  Aztecula sallaei ingår i släktet Aztecula och familjen karpfiskar. Inga underarter finns listade.